# Suhaag
Suhaag to bollywoodzki thriller z 1994 roku. W rolach głównych Ajay Devgan, Akshay Kumar, Suresh Oberoi, Aruna Irani i Karisma Kapoor. Reżyseruje Sandesh Kohli. Muzyka – duet Anand-Milind. Tematem tego filmu jest walka o sprawiedliwość, o odzyskanie dobrego imienia i  wolności człowieka niewinnie skazanego na więzienie. Syn walczy o ojca. W centrum filmu – miłość między synem a matka, przyjaźń. Film podejmuje temat handlu ludzkimi organami.

## Fabuła
Od  dziecka pozbawiony ojca Ajay R. Sharma (Ajay Devgan) ma dwie miłości -do matki (Aruna Irani) i Raja, przyjaciela, którego uważa za brata (Akshay Kumar). Teraz jego serce udaje się zdobyć Pooji (Karisma Kapoor), z którą razem studiują w college'u. Wkrótce jednak jego beztroskie życie szczęśliwie zakochanego studenta zmieni się w dramat. Ajay odkryje, że jego matka nie jest wdową. Dowie się, że jego ojciec od lat niewinnie przebywa w więzieniu. Skazano go na dożywocie po tym, jak odkrył w swoim szpitalu, ze dzieci biednych są świadomie zabijane na stole operacyjnym, a ich serca sprzedawane bogatym. Teraz Ajaya czeka walka o udowodnienie niewinności ojca i ukaranie winnych jego krzywdy.

## Muzyka i piosenki
Muzykę do filmu skomponował braterski duet Anand-Milind, autorzy muzyki do takich filmów jak Qayamat Se Qayamat Tak (Nagroda Filmfare za Najlepszą Muzykę), Dil, Beta, Hero No. 1, Bestia,  Dahek, Baaghi, Inteqam: The Perfect Game, Sangeet, Krantiveer   i  Anjaam.
- Gore Gore Mukhde Pe – Akshay
- Tere Liye Jaanam Tere Liye – Karisma i Ajay
- Tana Na Na Tana Na Na
- Pyar Pyar Pyar Mere Yaar
- Shaava Ye Lakhra Ladki Ka